# Siri Hamari
Siri Hamari, född 1969 i Finland, är en sverigefinsk lindansare, mimare och skådespelare.
Siri Hamari växte upp i cirkusmiljö. Hon är dotter till Wäinö Hamari, trollerikonstnär och marknadschef på Sirkus Finlandia, som han varit med om att starta 1976. Hon uppträdde som lindansare på cirkusen. Hon utbildade sig i skådespeleri på
Commedia School i Köpenhamn 1990–1992 och på mim-linjen på Teaterhögskolan i Stockholm 1992–1996.
Hon har uppträtt i Cirkus Cirkör och spelat teater bland annat på Stockholms stadsteater och Strindbergs Intima Teater.

## Teater

### Roller (ej komplett)
| År   | Roll             | Produktion | Regi                | Teater                   |
| ---- | ---------------- | --- | ------------------- | ------------------------ |
| 1994 | Mimare           | Gustav Vasa August Strindberg | Jan Håkanson        | Stockholms stadsteater   |
| 2004 | Gelsomina        | La strada Federico Fellini, Tullio Pinelli och Ennio Flaiano | Bernard Cauchard    | Parkteatern              |
| 2006 | Momo             | Momo eller kampen om tiden (Momo oder Die seltsame Geschichte von den Zeit-Dieben und von dem Kind, das den Menschen die gestohlene Zeit zurückbrachte) Michael Ende | Niklas Hjulström    | Stockholms stadsteater   |
| 2010 | Medverkande      | Grymma sagor Åsa Lindholm | Carolina Frände     | Stockholms stadsteater   |
| 2010 | Medverkande      | De röda skorna Carolina Frände, Mats Kjelbye och Åsa Lindholm | Carolina Frände     | Stockholms stadsteater   |
| 2010 | Medverkande      | Hans Christian och den lille vännen Åsa Lindholm | Carolina Frände     | Stockholms stadsteater   |
| 2010 | Medverkande      | Clownkvartetten Per Sörberg och ensemblen | Per Sörberg         | Stockholms stadsteater   |
| 2011 | Medverkande      | Liten igen Siri Hamari, Carolina Frände och Mats Kjelbye | Carolina Frände     | Stockholms stadsteater   |
| 2011 | Medverkande      | De röda skorna Carolina Frände, Mats Kjelbye och Åsa Lindholm | Carolina Frände     | Stockholms stadsteater   |
| 2012 | Beryl (inhopp)   | Kort möte (Brief Encounter) Noël Coward | Colin Nutley        | Stockholms stadsteater   |
| 2012 | Chervet m fl     | Spökhotellet (L'Hôtel du libre-échange) Georges Feydeau | Philip Zandén       | Stockholms stadsteater   |
| 2012 | Medverkande      | Allrakäraste syster Astrid Lindgren | Jonna Nordenskiöld  | Stockholms stadsteater   |
| 2012 | Uoti Tigerliljan | Peter Pan och Wendy J.M. Barrie | Pia Johansson       | Stockholms stadsteater   |
| 2014 | Medverkande      | I blåbärsskogen Elsa Beskor | Birgitta Egerbladh  | Kulturhuset Stadsteatern |
| 2014 | Valvert, m.fl.   | Cyrano (Cyrano de Bergerac) Edmond Rostand | Olof Hanson         | Kulturhuset Stadsteatern |
| 2016 | Medverkande      | Papper Bernard Cauchard | Bernard Cauchard    | Kulturhuset Stadsteatern |
| 2017 | Medverkande      | Bernardas hus (La casa de Bernarda Alba) Federico Garcia Lorca | Anna Pettersson     | Kulturhuset Stadsteatern |
| 2018 | Marianne         | Den lille girige Ada Berger | Ada Berger          | Dramaten                 |
| 2020 | Marianne         | Den lille girige Ada Berger | Ada Berger          | Dramaten                 |
| 2021 | Buster Keaton    | Buster Keaton på månen Gunilla Linn Persson | Suzanne Osten       | Unga Klara               |
| 2022 | Medverkande      | Dance Nation Clare Barron | Martin Rosengardten | Kulturhuset Stadsteatern |
| 2022 | Medverkande      | Siri på spänd lina Filip Alexanderson | Filip Alexanderson  | Kulturhuset Stadsteatern |
| 2023 | Buster Keaton    | Buster Keaton på månen Gunilla Linn Persson | Suzanne Osten       | Unga Klara               |
| 2023 |                  | Konspiration Erik Uddenberg | Suzanne Osten       | Dramaten                 |

## Teaterpjäs
- Siri på spänd lina av Filip Alexanderson om Siri Hamaris liv spelades på Stockholms stadsteater med premiär 2022.[6]

## Priser
- 2020 – Stockholms stads hederspris inom scenkonst[1]
- Litteris et Artibus, 28 januari 2025[7]